# Oxyagrion santosi
Oxyagrion santosi är en trollsländeart som beskrevs av Martins 1967. Oxyagrion santosi ingår i släktet Oxyagrion och familjen dammflicksländor. Inga underarter finns listade i Catalogue of Life.